# Bo (fornavn)
 For alternative betydninger, se Bo. (Se også artikler, som begynder med Bo)
Bo er et drengenavn, der stammer fra oldnordisk. Det var oprindeligt et tilnavn dannet ud fra verbet "bo" og betyder derfor "den bosiddende". Navnet Bue svarer til Bo. På dansk kendes endvidere formen Boe, ligesom navnet anvendes i kombination med andre navne, for eksempel Lars Bo eller Niels-Bo. Fra svensk kendes intimformen Bosse. Bo anvendes også undertiden som pigenavn. Uden at medregne kombinationerne bærer omkring 11.500 danske mænd/drenge navnet i 2017, mens 23 piger/kvinder bærer det. Navnet har været faldende i popularitet i nogle årtier.
Navnet anvendes desuden som efternavn. Omkring 450 danskere bærer navnet som efternavn.

## Kendte personer med navnet

### Fornavn
- Danske Bo, dansk filosof.
- Bo Derek, amerikansk skuespillerinde.
- Erik Bo Andersen, dansk fodboldspiller.
- Bo Balderson, svensk forfatter (pseudonym).
- Bo Bech, dansk kok.
- Bo Christensen, dansk filmproducent.
- Bosse Hall Christensen, dansk musiker.
- Reimer Bo Christensen, dansk tv-journalist.
- Bo Diddley, amerikansk guitarist.
- Bo Giertz, svensk biskop og forfatter.
- Bo Hamburger, dansk cykelrytter.
- Bo hr. Hansen, dansk forfatter.
- Bo Holten, dansk dirigent og komponist
- Bo Johansson, svensk fodboldtræner
- Nicolaj Bo Larsen, dansk cykelrytter.
- Thomas Bo Larsen, dansk skuespiller.
- Bo Lidegaard, dansk historiker.
- Hjalte Bo Nørregaard, dansk fodboldspiller.
- Bo Spellerberg, dansk håndboldspiller.
- Bo Svensson, dansk fodboldspiller.
- Bue Wandahl, dansk skuespiller.
- Bo Widerberg, svensk filminstruktør.

### Efternavn
- Abraham Bosse, fransk billedkunstner.
- Richard A. Bosse, kendt som Bosse, amerikansk musiker.
- Stine Bosse, dansk erhvervsleder og debattør.

## Navnet anvendt i fiktion
- Bosse er en af børnene fra Astrid Lindgrens bøger fra "Bulderby".
- Bo er en af hovedpersonerne i Christian Kampmanns Gregersen-sagaen.
- Bo er navnet på en person i den danske tv-serie Huset på Christianshavn.